# Antonio Brancaccio
Antonio Brancaccio (ur. 26 sierpnia 1923 w Maddaloni, zm. 26 sierpnia 1995 w Getyndze) – włoski prawnik, w latach 1986–1995 prezes Sądu Kasacyjnego, w 1995 minister.

## Życiorys
Z wykształcenia prawnik, od 1948 związany zawodowo z włoskim wymiarem sprawiedliwości. Zajmował różne stanowiskach w strukturze prokuratury w Rzymie i Neapolu, a także w organach sądowych. W drugiej połowie lat 70. był dyrektorem gabinetu ministrów sprawiedliwości, od 1977 do 1981 kierował biurem legislacyjnym resortu sprawiedliwości. Od 1969 w randze sędziego Sądu Kasacyjnego, od 1981 pełnił funkcję przewodniczącego sekcji, a w latach 1986–1995 zajmował stanowisko prezesa tego sądu.
W styczniu 1995 został ministrem spraw wewnętrznych w rządzie Lamberta Diniego. Zrezygnował z tej funkcji już w czerwcu z powodów zdrowotnych. Pozostał członkiem gabinetu jako minister bez teki, zmarł w sierpniu tego samego roku.